# Bogdan Brzyski
Bogdan Brzyski (ur. 29 października 1973 w Końskich) – polski aktor teatralny i filmowy.
Absolwent II Liceum Ogólnokształcącego im. św. Królowej Jadwigi w Siedlcach. W 1998 ukończył studia w krakowskiej Państwowej Wyższej Szkole Teatralnej. Członek zespołu aktorskiego Starego Teatru w Krakowie.

## Filmografia
- Klan (1997-2000) – dostawca z hurtowni leków
- Plebania (2000-2009) – ksiądz Adam Potoczny
- Pierwsza miłość (2009-2010) – dr Michał Stasiak, kochanek Marysi Krzyżanowskiej
- Wszystkie kobiety Mateusza (2012) - Witold Wójcicki
- Boże Ciało (2019) - syn Molińskiej

## Gościnnie
- Odwróceni (2007) - dentysta
- Niania (2008) - proboszcz
- Majka (2010) - adwokat Wiktora
- Na dobre i na złe (2012) - Karol Popiołek
- M jak miłość (2012) - Ryszard Hofman
- Galeria (serial telewizyjny) (2012-2013) - Ojciec Andrzej

## Role w Teatrze TV
- 1997 Our Gods Brother
- 1997 Dla Fedry – Hipolit
- 1997 Matka Courage i jej dzieci
- 1997 Skarb szeryfa – Tomasz Brylski
- 1998 Julia – Baltazar
- 1999 Lato w Nohant – Fernand